# آرتور کانوی (ورزشکار)
آرتور کانوی (انگلیسی: Arthur Conway; ۱ آوریل ۱۸۸۵ – ۲۹ اکتبر ۱۹۵۴) بازیکن کریکت، و بازیکن فوتبال اهل بریتانیا بود.
از باشگاه‌هایی که در آن بازی کرده‌است می‌توان به باشگاه فوتبال ولورهمپتون واندررز و باشگاه فوتبال استون ویلا اشاره کرد.